# 富永有隣
富永 有隣（とみなが ゆうりん、文政4年5月14日（1821年6月13日） - 明治33年（1900年）12月20日）は、江戸時代末期（幕末）の長州藩士・儒学者。諱は徳、後に悳彦。通称は弥兵衛。有隣は字で、『論語』の「徳は孤ならず必ず隣あり」から命名したとされる。 

## 生涯
文政4年（1821年）、周防国吉敷郡陶村（現在の山口県山口市）にて誕生。
幼少の頃に天然痘にかかり右目を失明する。9歳で長州藩藩校・明倫館に入り、13歳で藩世子（藩主嫡男）に『大学』を講じた。成人後、小姓を務めるが、他人と打ち解けなかったために、同僚・親族らに憎まれ、嘉永5年（1852年）に冤罪で見島に流され、嘉永6年（1853年）には萩野山獄に移された。そこで同じく幽閉中であった吉田松陰と意気投合し、安政4年（1859年）の出獄後は松陰の松下村塾で講師を務めた。安政の大獄で松陰が捕らえられると、吉敷郡に帰って秋穂二島村（現在の山口市）にて定基塾を開いて尊王論を説いた。
慶応2年（1866年）の四境戦争では、鋭武隊を率いて石州・芸州口で幕府軍と交戦した。だが、明治維新後の開国政策への不満から、大楽源太郎とともに脱隊騒動を起こして敗北、各地を逃亡した。明治10年（1877年）に逮捕されて、2年後大審院において有罪判決を受けて国事犯として石川島監獄に収容される。明治17年（1884年）に特赦により釈放され、明治19年（1886年）に熊毛郡城南村（現在の山口県田布施町）に住む実妹の元に身を寄せて帰来塾を開いて後進の指導にあたった。
著書に『大学述義』『中庸義解』『兵要録口義』などがある。
明治33年（1900年）、死去。
なお国木田独歩の小説『富岡先生』の主人公のモデルは晩年の有隣である。

## 登場する作品
- 花神- 1977年、NHK大河ドラマ、演：大木正司
- 炎の如く　吉田松陰 - 1991年、日本テレビ時代劇スペシャル、演：田口主将
- 蒼天の夢 松陰と晋作・新世紀への挑戦 - 2000年、NHK、演：笹野高史
- 花燃ゆ - 2015年、NHK大河ドラマ、演：本田博太郎